# Pseudosyllides curacaoensis
Pseudosyllides curacaoensis är en ringmaskart som beskrevs av Augener 1927. Pseudosyllides curacaoensis ingår i släktet Pseudosyllides och familjen Syllidae. Inga underarter finns listade i Catalogue of Life.